# Hieronim Rozdrażewski (zm. 1540/1541)
Hieronim Rozdrażewski herbu Doliwa (zm. 1540 lub 1541) – kasztelan przemęcki i (potem) rogoziński.

## Życiorys
Był synem Jan Rozdrażewski – tenutariusza Bolesławca k. Wielunia i bratem kasztelana kamieńskiego i (potem) międzyrzeckiego Jana (zm. 1527/1528).
Uczestniczył w wyprawie przeciw Turkom w 1498, stawał z Nowego Miasta nad Wartą co wskazuje, że już wtedy mógł być ożeniony z córką Piotra Nowomiejskiego, Jadwigą.
Kasztelanię przemęcką otrzymał od króla Zygmunta Starego w 1507. Poseł na sejm piotrkowski 1512 roku z województwa poznańskiego i województwa kaliskiego. Brał udział w 1514 w sądach polubownych na terenie Wielkopolski i w komisji granicznej polsko-śląskiej. W 1519 roku posłował na sejm piotrkowski. Pod koniec 1526 lub na początku 1527 otrzymał kasztelanię rogozińską.
Po tym, jak jego dobra złupione zostały ok. 1532 przez rabusiów ze Śląska, Rozdrażewski wziął odwet dochodząc aż pod Oleśnicę, uzyskawszy poparcie od króla Zygmunta Starego, który jeszcze w 1532 domagał się ukarania winnych od księcia ziębickiego i starosty śląskiego, a w 1535 – nawet od króla Ferdynanda I Habsburga.
Poseł na sejm krakowski 1536/1537 roku z województwa poznańskiego i województwa kaliskiego.
23 kwietnia 1540 odstąpił kasztelanię rogozińską swemu bratankowi Stanisławowi, a dokumenty datowane na maj roku następnego wskazują, że już zmarł.
Miał z Jadwigą synów: Jana, Piotra i Stanisława oraz córki: Konstancję, Annę, Dorotę i (prawdopodobnie) Elżbietę.